# Waltraut Schulz

Waltraut Schulz, ca. 1970

Waltraut Schulz, geb. Rose (* 19. August 1930 in Suhl; † 28. Oktober 2017 ebenda) war eine Interpretin volkstümlicher Musik in der DDR und langjährige Gesangspartnerin von Herbert Roth.

## Leben
Waltraut Schulz nahm bereits als Kind Akkordeonunterricht und trat 1946 gemeinsam mit einigen Schulkameradinnen in ihrer Heimatstadt Suhl erstmals öffentlich vor größerem Publikum auf.
Kurz darauf gründete sie mit ihrem späteren Mann und zwei weiteren Musikanten ein kleines Ensemble, Das musikalische Kleeblatt. Gespielt wurden u. a. auch amerikanische Schlager, welche die Musikanten aus der Gefangenschaft mitgebracht hatten.
Anfang der 1950er Jahre wurde Waltraut Schulz Mitglied der Suhler Volksmusik, der späteren Instrumentalgruppe Herbert Roth.
Sie gehörte diesem bekannten Ensemble von 1951 bis 1983 an und trug mit ihrer markanten Stimme maßgeblich zu dessen Erfolg bei. Ab 1983 war sie mit den Musikalischen Rennsteigwanderern auf Tour, für die sie auch Texte und Kompositionen schrieb.
Waltraut Schulz war seit 1992 im Ruhestand, trat aber im April 2003 noch einmal anlässlich der Jubiläumsveranstaltung 20 Jahre Musikalische Rennsteigwanderer im Haus der Suhler Philharmonie öffentlich auf.